# Le Mêle-sur-Sarthe
Le Mêle-sur-Sarthe és un municipi francès situat al departament de l'Orne i a la regió de Normandia. L'any 2007 tenia 777 habitants.

## Demografia

### Població
El 2007 la població de fet de Le Mêle-sur-Sarthe era de 777 persones. Hi havia 360 famílies de les quals 152 eren unipersonals (68 homes vivint sols i 84 dones vivint soles), 96 parelles sense fills, 84 parelles amb fills i 28 famílies monoparentals amb fills.
La població ha evolucionat segons el següent gràfic:
Habitants censats

### Habitatges
El 2007 hi havia 417 habitatges, 374 eren l'habitatge principal de la família, 18 eren segones residències i 25 estaven desocupats. 320 eren cases i 95 eren apartaments. Dels 374 habitatges principals, 161 estaven ocupats pels seus propietaris, 205 estaven llogats i ocupats pels llogaters i 8 estaven cedits a títol gratuït; 8 tenien una cambra, 48 en tenien dues, 82 en tenien tres, 116 en tenien quatre i 120 en tenien cinc o més. 237 habitatges disposaven pel capbaix d'una plaça de pàrquing. A 204 habitatges hi havia un automòbil i a 90 n'hi havia dos o més.

### Piràmide de població
La piràmide de població per edats i sexe el 2009 era:
| Homes | Edats   | Dones |
| ----- | ------- | ----- |
| 0     | 95 o +  | 0     |
| 0     | 90 a 94 | 4     |
| 8     | 85 a 89 | 20    |
| 8     | 80 a 84 | 20    |
| 4     | 75 a 79 | 20    |
| 36    | 70 a 74 | 12    |
| 8     | 65 a 69 | 32    |
| 24    | 60 a 64 | 28    |
| 8     | 55 a 59 | 20    |
| 16    | 50 a 54 | 24    |
| 16    | 45 a 49 | 12    |
| 28    | 40 a 44 | 16    |
| 32    | 35 a 39 | 24    |
| 16    | 30 a 34 | 32    |
| 48    | 25 a 29 | 44    |
| 16    | 20 a 24 | 28    |
| 20    | 15 a 19 | 20    |
| 28    | 10 a 14 | 20    |
| 20    | 5 a 9   | 36    |
| 20    | 0 a 4   | 24    |

## Economia
El 2007 la població en edat de treballar era de 440 persones, 313 eren actives i 127 eren inactives. De les 313 persones actives 276 estaven ocupades (137 homes i 139 dones) i 37 estaven aturades (15 homes i 22 dones). De les 127 persones inactives 49 estaven jubilades, 34 estaven estudiant i 44 estaven classificades com a «altres inactius».

### Ingressos
El 2009 a Le Mêle-sur-Sarthe hi havia 365 unitats fiscals que integraven 764 persones, la mediana anual d'ingressos fiscals per persona era de 13.837 €.

### Activitats econòmiques
Dels 78 establiments que hi havia el 2007, 2 eren d'empreses extractives, 3 d'empreses alimentàries, 1 d'una empresa de fabricació de material elèctric, 4 d'empreses de construcció, 19 d'empreses de comerç i reparació d'automòbils, 4 d'empreses de transport, 7 d'empreses d'hostatgeria i restauració, 9 d'empreses financeres, 4 d'empreses immobiliàries, 7 d'empreses de serveis, 13 d'entitats de l'administració pública i 5 d'empreses classificades com a «altres activitats de serveis».
Dels 23 establiments de servei als particulars que hi havia el 2009, 1 era una gendarmeria, 1 oficina de correu, 5 oficines bancàries, 1 autoescola, 1 paleta, 1 fusteria, 1 lampisteria, 1 electricista, 2 perruqueries, 5 restaurants, 3 agències immobiliàries i 1 saló de bellesa.
Dels 14 establiments comercials que hi havia el 2009, 1 era una gran superfície de material de bricolatge, 2 fleques, 2 carnisseries, 1 una peixateria, 3 botigues de roba, 2 botigues d'electrodomèstics, 1 una botiga de material de revestiment de parets i terra i 2 floristeries.

## Equipaments sanitaris i escolars
El 2009 hi havia 1 farmàcia i 1 ambulància.
El 2009 hi havia 2 escoles elementals. Le Mêle-sur-Sarthe disposava d'un col·legi d'educació secundària amb 274 alumnes.

## Poblacions més properes
El següent diagrama mostra les poblacions més properes.